# Bulgarien i olympiska sommarspelen 1928
Bulgarien deltog med 5 deltagare vid de olympiska sommarspelen 1928 i Amsterdam. Ingen av landets deltagare erövrade någon medalj.